# Komplexy přechodných kovů s aldehydy a ketony

Struktura η^{2}-komplexu formaldehydu

Komplexy přechodných kovů s aldehydy a ketony jsou komplexní sloučeniny obsahující aldehydové (RCHO) nebo ketonové (R2CO) ligandy. Protože jsou aldehydy a ketony běžnými sloučeninami, tak jsou tyto komplexy zkoumané často. Účastní se některých důležitých organických reakcí.

## Struktura

Struktura [ZnBr3(η^{1}^{−}

V jednokovových komplexech se aldehydy a ketony mohou na kovy vázat dvěma způsoby, označovanými η1-O- a η2-C,O-.; první odpovídá vazbě sigma a druhý vazbě pí. Někdy se tyto formy přeměňují jedna v druhou.
Vazby sigma jsou častější u kovů s vyššími oxidačními čísly, Lewisovsky kyselých kovových center (například Zn2+) a vazby pí se více vyskytují v komplexech s nízkými oxidačními čísly a u kovových center bohatých na elektrony (jako je Fe0).
O-vázané ligandy jsou Lewisovými zásadami. η2-C,O ligandy jsou analogy alkenových ligandů.
η2-C,O ketony a aldehydy mohou být můstkovými ligandy, k čemuž využívají volný elektronový pár na kyslíku. Příkladem odpovídajícího komplexu je [(C5H5)2Zr(CH2O)]3, obsahující Zr3O3 kruh.
Aldehydovým a ketonovým komplexům typu η1-O- se podobají acetylacetonáty kovů a jiné sloučeniny, které lze považovat za spojení ketonů s enolátovými ligandy.

## Reakce

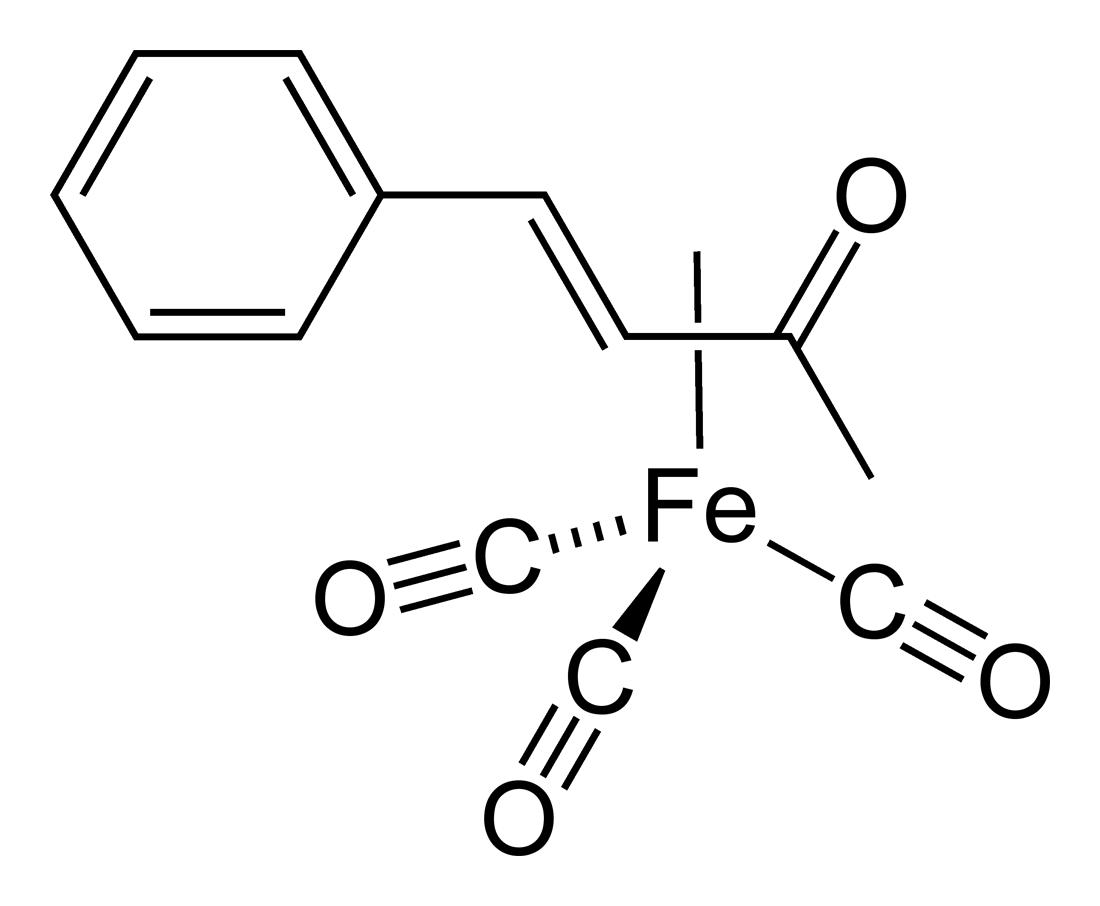
Trikarbonyl (benzylidenaceton)železa, organický komplex železa s η^{2} ketonovým ligandem

Některé η2-komplexy aldehydů na sebe mohou navázat alkeny a vytvořit tak pětičlenné metalocykly.
η1-Komplexy alfa-beta nenasycených karbonylových sloučenin reagují s dieny v reakcích, které tvoří základ Dielsových–Alderových reakcí katalyzovaných Lewisovými kyselinami.